# 47-й меридіан східної довготи
47-й меридіан східної довготи — лінія довготи, що лежить на 47 градусів східніше Гринвіцького меридіана. Вона проходить від Північного полюса через Північний Льодовитий океан, Європу, Азію, Африку, Індійський океан, Південний океан та Антарктиду до Південного полюса.
47-й меридіан східної довготи формує велике коло разом із 133-тім меридіаном західної довготи.

## Список географічних об'єктів, що перетинає 47° сх. д.
Починаючи на Північному полюсі та рухаючись до Південного полюса, 47-й меридіан східної довготи проходить через:
| Координати                                                 | Країна, територія або море | Примітки                                                                          |
| ---------------------------------------------------------- | -------------------------- | --------------------------------------------------------------------------------- |
| 90°0′ пн. ш. 47°0′ сх. д. / 90.000° пн. ш. 47.000° сх. д.  | Північний Льодовитий океан |                                                                                   |
| 80°46′ пн. ш. 47°0′ сх. д. / 80.767° пн. ш. 47.000° сх. д. | Росія                      | Земля Франца-Йосифа — проходить через Землю Олександри                            |
| 80°35′ пн. ш. 47°0′ сх. д. / 80.583° пн. ш. 47.000° сх. д. | Баренцове море             | Протока Кембрідж                                                                  |
| 80°21′ пн. ш. 47°0′ сх. д. / 80.350° пн. ш. 47.000° сх. д. | Росія                      | Земля Франца-Йосифа — проходить через Землю Георга                                |
| 80°10′ пн. ш. 47°0′ сх. д. / 80.167° пн. ш. 47.000° сх. д. | Баренцове море             |                                                                                   |
| 66°51′ пн. ш. 47°0′ сх. д. / 66.850° пн. ш. 47.000° сх. д. | Росія                      |                                                                                   |
| 49°52′ пн. ш. 47°0′ сх. д. / 49.867° пн. ш. 47.000° сх. д. | Казахстан                  |                                                                                   |
| 49°13′ пн. ш. 47°0′ сх. д. / 49.217° пн. ш. 47.000° сх. д. | Росія                      | Приблизно на 18 км                                                                |
| 49°3′ пн. ш. 47°0′ сх. д. / 49.050° пн. ш. 47.000° сх. д.  | Казахстан                  |                                                                                   |
| 48°16′ пн. ш. 47°0′ сх. д. / 48.267° пн. ш. 47.000° сх. д. | Росія                      |                                                                                   |
| 44°48′ пн. ш. 47°0′ сх. д. / 44.800° пн. ш. 47.000° сх. д. | Каспійське море            | Кизлярська затока[en]                                                             |
| 44°21′ пн. ш. 47°0′ сх. д. / 44.350° пн. ш. 47.000° сх. д. | Росія                      |                                                                                   |
| 41°34′ пн. ш. 47°0′ сх. д. / 41.567° пн. ш. 47.000° сх. д. | Азербайджан                | Проходить через Нагірний Карабах                                                  |
| 39°10′ пн. ш. 47°0′ сх. д. / 39.167° пн. ш. 47.000° сх. д. | Іран                       |                                                                                   |
| 32°34′ пн. ш. 47°0′ сх. д. / 32.567° пн. ш. 47.000° сх. д. | Ірак                       |                                                                                   |
| 29°41′ пн. ш. 47°0′ сх. д. / 29.683° пн. ш. 47.000° сх. д. | Кувейт                     |                                                                                   |
| 29°3′ пн. ш. 47°0′ сх. д. / 29.050° пн. ш. 47.000° сх. д.  | Саудівська Аравія          | Проходить східніше Ер-Ріяда                                                       |
| 16°55′ пн. ш. 47°0′ сх. д. / 16.917° пн. ш. 47.000° сх. д. | Ємен                       |                                                                                   |
| 13°33′ пн. ш. 47°0′ сх. д. / 13.550° пн. ш. 47.000° сх. д. | Індійський океан           | Аденська затока                                                                   |
| 10°56′ пн. ш. 47°0′ сх. д. / 10.933° пн. ш. 47.000° сх. д. | Сомалі                     | Проходить через Сомаліленд                                                        |
| 8°0′ пн. ш. 47°0′ сх. д. / 8.000° пн. ш. 47.000° сх. д.    | Ефіопія                    |                                                                                   |
| 6°59′ пн. ш. 47°0′ сх. д. / 6.983° пн. ш. 47.000° сх. д.   | Сомалі                     |                                                                                   |
| 3°26′ пн. ш. 47°0′ сх. д. / 3.433° пн. ш. 47.000° сх. д.   | Індійський океан           | Проходить західніше островів Глорйоз, Французькі Південні і Антарктичні Території |
| 15°18′ пд. ш. 47°0′ сх. д. / 15.300° пд. ш. 47.000° сх. д. | Мадагаскар                 | Проходить через острів Мадагаскар                                                 |
| 25°2′ пд. ш. 47°0′ сх. д. / 25.033° пд. ш. 47.000° сх. д.  | Індійський океан           |                                                                                   |
| 60°0′ пд. ш. 47°0′ сх. д. / 60.000° пд. ш. 47.000° сх. д.  | Південний океан            |                                                                                   |
| 67°17′ пд. ш. 47°0′ сх. д. / 67.283° пд. ш. 47.000° сх. д. | Антарктида                 | Проходить через Австралійську антарктичну територію (претендує Австралія)         |